# Masa (sociología)
Masa fue definida por el sociólogo francés Gustave Le Bon como "Una agrupación humana pensante con los rasgos de pérdida de control racional, mayor sugestionabilidad, contagio emocional, imitación, sentimiento de omnipotencia y anonimato para el individuo". Asimismo, entiende el concepto de "Alma de masa" como un espíritu colectivo, distinto al de cada uno de los individuos componentes de este fenómeno.

## Escuela positivista
Gustave Le Bon (1841-1931), perteneciente a la escuela positivista fue quien publicó en 1901 el libro Psicología de las multitudes reavivando el interés por el estudio de la psicología colectiva. Le Bon trata la cuestión desde el punto de vista psico-sociológico, centrándose en el comportamiento de las personas cuando forman parte de un colectivo (masa, muchedumbre o multitud).

## Características de la masa
- Cuenta con un líder.
- Reunidos por un fin común.
- Sentido de pertenencia y obediencia
- Unidad
- Anonimato
- Cohesión
- Totalidad
- Homogeneidad
- Heteronomía (en oposición a autonomía)
- Moldeabilidad y maleabilidad
- No hay debate

## Masa de la conducta de la masa
- Por el mero hecho de integrarse en una multitud, el individuo adquiere un sentimiento de poder invencible, que hace que la muchedumbre se vuelva más primitiva y menos sujeta al control ejercido por la conciencia o por el temor al castigo.
- El sujeto se vuelve altamente sugestionable, como hipnotizado.
- Existe el contagio emocional o imitación, una suerte de comunicación subterránea que Le Bon enlaza con la hipnosis.

Emplear el término masa implica situarse en un plano superior respecto a la sociedad, es decir, desde un punto de vista elitista. Puesto que la masa no tiene ni identidad ni criterio propio, son estas élites -que se encuentran en un lugar privilegiado desde la perspectiva política y/o económica- las que imponen las pautas de la educación de la sociedad. Por tanto, esta educación tiene un carácter social pero, sin embargo, se proyecta desde un grupo reducido grupo dominante.
El término masa implica una modernidad ambivalente: sin modernidad no hay masas y sin masas no hay modernidad. La modernidad, originada a raíz de la revolución industrial, supuso un cambio social y, con este, la aparición de la sociedad moderna (o sociedad de masas) tal y como la conocemos hoy en día. Pero en la modernidad no solo evolucionó la industria o la política sino también los usos y las costumbres de la población. Este es el factor más seductivo o positivo de la modernidad, que por su naturaleza es de carácter revolucionario. Pero lo negativo de esto es que para que se produzca dicha revolución, tiene que llevarse a cabo una homogeneización. 
Tradicionalmente el tema de la masa se trata como algo cuantitativo (gran número de personas), pero hay que tener en cuenta el aspecto cualitativo de esta sociedad de masas.
Guy Debord definió la sociedad del espectáculo como la "representación diplomática que una sociedad autoritaria se hace de sí misma".
Desde un punto de vista lógico el problema está claro, no obstante, no se han desarrollado las condiciones estructurales en nuestra sociedad para poder abordar y resolver el problema, no siquiera teóricamente.
La masa no es tanto una realidad sino una proyección o programa social, una forma de esa sociedad de proyectarse al futuro bajo la idea de masa. La sociedad se considera a ella misma una masa por diversos factores:
- Tiene capacidad de totalización del espacio social y globaliza dando unidad a una sociedad necesitada de unificación (debido a todas las revoluciones que tuvieron lugar en el siglo XIX), permitiendo manejar la sociedad de forma equilibrada amortiguando los cambios que están teniendo lugar y encauzándolos.

- Forma una identidad colectiva que es tratada de un mismo modo y de forma homogénea. Facilita el control tanto político como económico, ya que es lo que necesita un modelo de estado en la sociedad y en la cultura modernas: una sociedad homogénea. El mercado, que estandariza la producción y al productor para agilizar el sistema, también necesita una sociedad homogénea, por lo que el surgimiento de la sociedad de masas tiene lugar por la necesidad de dichos cambios políticos, económicos y culturales.

- Por el hecho de ser una masa, necesita de un agente exterior que le dé forma, que la moldee, ya que ella sola no tiene ni capacidad ni autonomía sobre el control de sí misma. Una sociedad de masas siempre necesita un líder y la necesidad es mutua, necesitan una dirección fuerte y externa, porque llega un punto en el que está fuera de control.

- Se habla de ella en términos cuantitativos, dejando aparte un problema cualitativo. Es incomprensible que una sociedad moderna, intelectual, ilustrada, progresista, liberal...se defina a sí misma como "de masas" cuando dicho término conlleva la necesidad de ser dirigido, ya que no es capaz de gobernarse y dirigirse a sí mismo.

Los cambios necesitan de una base social homogénea para tener lugar. Si la sociedad es de masas, la comunicación también lo será. Estamos ante el nacimiento de la comunicación de masas (nacimiento de los mass media).
No será hasta los años 30 cuando se empezará a observar la verdadera intencionalidad de la aparición de las masas. "Las masas son un invento de la burguesía para ametrallarlas mejor". Antonio Machado.